# 河内長野市立南花台東小学校
河内長野市立南花台東小学校（かわちながのしりつ なんかだいひがししょうがっこう）は、大阪府河内長野市にあった公立小学校。
河内長野市のニュータウンの南花台造成に伴って、該当地域を校区とする新設校として開校した。
当校と河内長野市立南花台西小学校の統合により河内長野市立南花台小学校が開校したため、2013年に閉校した。ただし、新校は当校の施設をそのまま継続して利用しており、実質上は西小学校を編入した形となっている。

## 沿革
- 1982年 - 開校
- 1990年 - 河内長野市立南花台西小学校を分離
- 2013年3月31日 - 南花台西小学校と統合のため、河内長野市立南花台東小学校が閉校[1]
- 2013年4月1日 - 河内長野市立南花台小学校が開校（敷地・校舎は継続して利用）
- 2024年4月1日 - 河内長野市立南花台中学校の敷地内に建てられた新校舎（第2代校舎）へ移転。移転前の校名を維持したまま、施設一体型小中一貫教育推進校へ移行した。
- 2024年7月1日 - 2024年3月31日までの敷地（跡地）の改修工事が完了したことを受けて、跡地内の運動場の一般開放を 平日の 8:00 - 17:00限定で 開始した。

## 交通アクセス
- 南海高野線　三日市町駅から南海バス南花台・南ヶ丘線「南花台経由　南ヶ丘行き（14、32系統）」「南花台四丁目行き（特32系統）」、南花台・大矢船西町線「南花台経由 大矢船西町行き（33系統）」のいずれかに乗車し、「南花台一丁目南」バス停下車徒歩約3分。

## 出身者
- 藤井拓郎
- 丹羽大輝[2]